# Verein für württembergische Kirchengeschichte
Der Verein für württembergische Kirchengeschichte ist ein 1920 gegründeter eingetragener Verein, welcher sich der wissenschaftlichen Erforschung der Kirchengeschichte Württembergs einschließlich der kirchlichen Kunstgeschichte widmet. Der Verein will diese regionale Kirchengeschichte für eine breite Öffentlichkeit erschließen. Er veranstaltet zu diesem Zweck wissenschaftliche Jahrestagungen und gibt die jährlich erscheinende Fachpublikation Blätter für württembergische Kirchengeschichte heraus.

## Vorstand und Geschäftsstelle
Zum Geschäftsführenden Vorstand gehören (Stand 2024): Claudius Kienzle, Siegfried Hermle, Sabine Holtz und Michael Bing. Sitz der Geschäftsstelle des Vereins ist das Landeskirchliche Archiv Stuttgart (Balinger Str. 33/1, 70567 Stuttgart).

## Johannes-Brenz-Preis
Für herausragende Arbeiten zur württembergischen Kirchengeschichte hat der Verein den Johannes-Brenz-Preis gestiftet, der nach Johannes Brenz, dem Reformator Württembergs, benannt ist. Er ist mit 3000 Euro dotiert und wird in der Regel alle zwei Jahre an Nachwuchswissenschaftler verliehen.
Preisträger:
- 1992: Sabine Holtz: Theologie und Alltag. Zur Transformation lutherischer Orthodoxie[3]
- 1994: Rainer Lächele: Ein Volk, ein Reich, ein Glaube. Die Deutschen Christen in Württemberg
- 1996: Eva-Maria Seng: Der evangelische Kirchenbau im 19. Jahrhundert: Die Eisenacher Bewegung und der Architekt Christian Friedrich von Leins[4]
- 1998: Wolf-Friedrich Schäufele: Christoph Matthäus Pfaff und die Kirchenunionsbestrebungen des Corpus Evangelicorum 1717–1726[5]
- 2000: Gerhard Faix: Gabriel Biel und die Brüder vom Gemeinsamen Leben. Quellen und Untersuchungen zu Verfassung und Selbstverständnis des Oberdeutschen Generalkapitels
- 2003: Dagmar Konrad: Missionsbräute. Pietistinnen des 19. Jahrhunderts in der Basler Mission[6]
- 2006: Matthias A. Deuschle: Brenz als Kontroverstheologe. Die Apologie der Confessio Virtembergica und die Auseinandersetzung zwischen Johannes Brenz und Pedro de Soto[7]
- 2009: Michael Kannenberg: Verschleierte Uhrtafeln. Endzeiterwartungen im württembergischen Pietismus zwischen 1818 und 1848[8]
- 2011: Matthias Figel: Der reformatorische Predigtgottesdienst. Eine liturgiegeschichtliche Untersuchung zu den Ursprüngen und Anfängen des evangelischen Gottesdienstes in Württemberg
- 2013: Jan Carsten Schnurr: Weltreiche und Wahrheitszeugen. Geschichtsbilder der protestantischen Erweckungsbewegung in Deutschland 1815 bis 1848[9]
- 2015: Karin Oehlmann: Glaube und Gegenwart. Die Genese der kirchenpolitischen Landschaft in der Evangelischen Landeskirche in Württemberg im Spannungsfeld von Bibelglauben und moderner Theologie 1945–1972[10]
- 2017: Siglind Ehinger: Glaubenssolidarität im Zeichen des Pietismus. Der württembergische Theologe Georg Konrad Rieger (1687–1743) und seine Kirchengeschichtsschreibung zu den Böhmischen Brüdern[11]
- 2019: Götz Homoki: Identität – Habitus – Konformität. Eine kulturgeschichtliche Untersuchung zu württembergischen Herzoglichen Stipendiaten in der Frühen Neuzeit[12]
- 2021: Thomas Hilarius Meyer: „Rute Gottes“ und „Beschiß“ des Teufels. Theologische Magie- und Hexenlehre an der Universität Tübingen in der frühen Neuzeit
- 2024: Jonathan Schilling: Ottilie Wildermuth (1817–1877). Studien zu Leben, Werk und Wirkung